# Maer, Staffordshire
Maer är en civil parish i Storbritannien.   Den ligger i grevskapet Staffordshire och riksdelen England, i den södra delen av landet, 220 km nordväst om huvudstaden London. Antalet invånare är 484. Arean är 15,2 kvadratkilometer.
Terrängen i Maer är huvudsakligen platt.